# Нур-Султан (аеропорт)
Міжнаро́дний аеропо́рт «Нур-Султан» (каз. Халықаралық Нұрсұлтан Назарбаев әуежайы, (IATA: NQZ, ICAO: UACC)) — міжнародний аеропорт міста Астана в Казахстані. Розташований за 17 км від Астани.
Максимальна пропускна спроможність аеровокзалу — 750 осіб на годину. Пропускна спроможність терміналу становить близько 600 тонн вантажу на добу.
Аеродром Астана 1 класу, здатний приймати всі типи повітряних суден.
Аеропорт є хабом для:
- Air Astana
- SCAT
- Qazaq Air
- Bek Air

## Історія
Перший аеропорт у Акмолінську з'явився в 1930 році за 3 км від міста. У 1930-х роках перевезення пасажирів, поштових вантажів здійснювалася на літаках: К-4, К-5, ПР-5, П-5, П-2.
У 1951 році аеропорт отримує подовжену злітно-посадкову смугу.
З 1963 року за 18 км від Целінограду, починає працювати новий аеродром. 28 лютого 1966 року прийнятий в експлуатацію новий аеровокзал, а в червні того ж року всі служби перебазувалися в новий аеропорт.
У 1997 році через перенесення столиці була терміново подовжена злітно-посадкова смуга до 3500 метрів. 
У 2002 —2005 була здійснена великомасштабна реконструкція аеропорту.

## Термінали
| Термінал                  | Відкриття       | Площа     | Пасажиромісткість | Місць стоянки                 |
| ------------------------- | --------------- | --------- | ----------------- | ----------------------------- |
| T1 – міжнародний термінал | 31 травня, 2017 | 47 000 м² | 5 200 000         | 6 (телетрап) 4 (дистанційні)  |
| T2 – внутрішній термінал  | 2 лютого, 2005  | 23 892 м² | 3 000 000         | 6 (телетрап) 4 (дистанційні)  |
| Всього                    | 1 грудня, 1931  | 70 892 м² | 8 200 000         | 12 (телетрап) 8 (дистанційні) |

Є окремі будівлі термінала для внутрішніх і міжнародних рейсів. 
Обидва термінали є суміжними, мають одну автостоянку та мають з’єднувальний коридор для транзитних пасажирів.

### Т1 – міжнародний термінал
Новий міжнародний термінал (з позначкою «T1») відкрито у червні 2017 року. 

Плани нового терміналу показують 5–6 нових виходів на відправлення, які доповнюють виходи в колишній будівлі термінала. 
 
47 000 м² і завершили будівництво вчасно до EXPO 2017, і взяли на себе роль T1 – Міжнародний термінал. 
Новий термінал додає до інфраструктури аеропорту 6 нових стоянок для літаків із посадочними рукавами та 4 маршрути для посадки автобусів, а також має різноманітні технології та процеси, призначені для покращення якості обслуговування в аеропорту. 
Площа громадського харчування у новому терміналі становить 1000 м², торгові точки займають 1300 м².

### T2 – внутрішній термінал
Концепція будівлі термінала T2 була розроблена покійним японським архітектором Курокава Кісьо. 
З відкриттям нового міжнародного термінала старий термінал (тепер позначений як "T2") тепер призначений для відправлення та прибуття внутрішніх рейсів.  
2 лютого 2005 року відбулося урочисте відкриття пасажирського термінала Т2 аеропорту. 
Площа термінала становить понад 25 тис м². 
Кількість стійок реєстрації - 24, 2 каруселі для багажу. 
Дизайн аеропорту — сплав східних і західних традицій. 
Будівля має п'ять поверхів, панорамні ліфти, ескалатори, телетрапи, зали та систему автоматичної реєстрації пасажирів, крамниці аеропорту, ресторани, кав'ярні, аптеку, кол-центр, Wi-Fi та інші зручності.

## Авіалінії та напрямки, жовтень 2022

### Пасажирські
| Авіакомпанія        | Пункт призначення |
| ------------------- | --- |
| Aeroflot            | Москва–Шереметьєво |
| Air Astana          | Актау, Актобе, Алмати, Анталія, Атирау, Дубай, Франкфурт, Стамбул, Кизилорда, Уральськ, Усть-Каменогорськ, Шимкент, Ташкент, Тбілісі Сезонний: Подгориця Сезонний чартер: Кіттіля, Шарм-ель-Шейх |
| Air China           | Ченду-Шуанлю |
| Azimuth             | Москва–Внуково |
| Belavia             | Мінськ |
| Corendon Airlines   | Сезонний: Анталія |
| FlyArystan          | Актау, Актобе, Алмати, Атирау, Бішкек, Костанай, Кутаїсі, Кизилорда, Семей, Шимкент, Туркестан                                                                                                   |
| flydubai            | Дубай |
| LOT Polish Airlines | Варшава-Шопен |
| Lufthansa           | Франкфурт |
| Pegasus Airlines    | Стамбул–Сабіха Гьокчен |
| Qazaq Air           | Актобе, Алмати, Костанай, Новосибірськ, Омськ, Усть-Каменогорськ, Павлодар, Шимкент, Талдикорган, Єкатеринбург, Жезказган                                                                        |
| Red Wings Airlines  | Казань, Москва–Жуковський, Уфа, Єкатеринбург |
| Rossiya Airlines    | Красноярськ-Ємельяново |
| SCAT                | Актау, Актобе, Алмати, Атирау, Москва–Внуково, Усть-Каменогорськ, Шимкент, Тараз Сезонний: Балхаш                                                                                                |
| Turkish Airlines    | Стамбул Сезонний чартер: Анталія, Бодрум |
| Uzbekistan Airways  | Ташкент |
| VietJet Air         | Камрань |
| Wizz Air            | Абу-Дабі |

### Вантажні
| Авіакомпанія           | Пункт призначення |
| ---------------------- | ----------------- |
| Turkish Airlines Cargo | Стамбул           |

## Статистика

### Пасажирообіг
Див. джерело запитів Вікіданих та джерела.
| Рік  | Пасажирообг | % Зміна |
| ---- | ----------- | ------- |
| 2010 | 1,620,000   | ▬       |
| 2011 | 1,984,000   | ▲ 22.5% |
| 2012 | 2,303,143   | ▲ 16.1% |
| 2013 | 2,609,431   | ▲ 13.3% |
| 2014 | 2,960,181   | ▲ 13.5% |
| 2015 | 3,366,560   | ▲ 13.7% |
| 2016 | 3,440,583   | ▲ 2.2%  |
| 2017 | 4,294,145   | ▲ 24.8% |

## Ресурси Інтернету
- Astana International Airport (official site)